# Фарго, Ирене
Ирене Фарго (итал. Irene Fargo, урожд. Флавия Ирене Поццальо (итал. Flavia Irene Pozzaglio), 1 ноября 1962, Палаццоло-сулл-Ольо, Ломбардия — 1 июля 2022, Кьяри, Ломбардия) — итальянская певица, актриса театра и телеведущая.

## Жизнь и карьера
Фарго родилась под именем Флавия Поццальо в Палаццоло-суль-Ольо, Брешиа, Италия. Она начала петь в детстве, а всего в 11 лет поступила в Полифонический хор города Кьяри. В 1989 году она участвовала в музыкальном фестивале Castrocaro с песней «Le donne dei soldati veri» (Женщины настоящих солдат).
Фарго была наиболее известна своими двумя вторыми местами на музыкальном фестивале в Сан-Ремо: в 1991 году с песней «La donna di Ibsen» (текст которой вдохновлен «Дамой с моря» Генрика Ибсена) и в 1992 году с «Come una Turandot» (по мотивам «Турандот» Джакомо Пуччини). Песни заняли 14-е и 5-е места в итальянском хит-параде синглов соответственно. В 1993 году она заняла третье место на фестивале Кантаджиро. В 1994 году она приняла участие в популярном развлекательном шоу «Доменика». В конце 1990-х она была постоянной гостьей в телевизионных программах Паоло Лимити. Начиная с 2000-х у Фарго были главные роли в нескольких мюзиклах. Она была популярной певицей на свадьбах на Мальте.
Фарго умерла 1 июля 2022 года в возрасте 59 лет после продолжительной болезни.

## Дискография
Альбом
- 1991: Irene Fargo (Carosello)
- 1992: La voce magica della luna (Carosello)
- 1993: Labirinti del cuore (Carosello)
- 1995: O core e Napule (Carosello)
- 1997: Fargo (Tring)
- 1999: Appunti di viaggio (Azzurra music)
- 1999: Va da lei (Saar)
- 2005: Insieme (Alta sintonia)
- 2009: Cartolina napoletana (Pressing music ltd)
- 2012: Crescendo (Pressing music ltd)
- 2016: Il cuore fa (Pressing music ltd)